# بطولة تونس لكرة السلة للرجال 1997–98
بطولة تونس لكرة السلة للرجال 1997–98 هو الموسم رقم 43 من بطولة تونس لكرة السلة للرجال.

فاز بهذا الموسم الاتحاد الرياضي المنستيري.

## روابط خارجية
- الموقع الرسمي للجامعة التونسية لكرة السلة.